# Joseph Leonz Andermatt (Ammann)
Joseph Leonz Andermatt (* 7. September 1699 in Baar; † 26. März 1770 ebenda; heimatberechtigt ebenda und in Luzern) war Zuger Landvogt und Ammann.

## Leben und Wirken
Joseph Leonz Andermatts war Sohn des Ammanns Christoph Andermatt. Er war wohlhabend, 1735 Hauptmann in neapolitanischen Diensten und heiratete Katharina, Tochter des Wirts und Vogts Johann Wilhelm Luthiger.
Andermatt war Mitglied des Zuger Stadt- und Amtsrats (1735–1738 und 1743–1764). Von 1747 bis 1749 sowie von 1756 bis 1758 amtierte er als Ammann des Standes Zug. In der Zwischenzeit diente er von 1749 bis 1751 als Landvogt der Oberen Freien Ämter. Der Stand entsandte ihn zwischen 1736 und 1762 häufig zur Tagsatzung.
Im zweiten Harten- und Lindenhandel führte Andermatt 1764 mit seinem Schwager Johann Kaspar Luthiger die Partei der eng mit Frankreich verbundenen «Linden» an. Sie hatten zuvor ein Regime geführt, das die alten stadtzugerischen Familien überging. Andermatt wurde entmachtet, floh und wurde 1765 in Abwesenheit zu hoher Busse und Arrest verurteilt. Danach konnte er nach Baar zurückkehren, wo er fünf Jahre später starb.

## Belege
1. 1 2 3  Renato Morosoli: Joseph Leonz Andermatt. In: Historisches Lexikon der Schweiz.  13. August 2001.
2. ↑  Renato Morosoli: Harten- und Lindenhandel. 1. Kanton Zug.. In: Historisches Lexikon der Schweiz.  14. Oktober 2009.

| Personendaten    | Personendaten                 |
| ---------------- | ----------------------------- |
| NAME             | Andermatt, Joseph Leonz       |
| KURZBESCHREIBUNG | Zuger Landvogt und Landammann |
| GEBURTSDATUM     | 7. September 1699             |
| GEBURTSORT       | Zug, Schweiz                  |
| STERBEDATUM      | 26. März 1770                 |
| STERBEORT        | Zug, Schweiz                  |